# Salmijärvi (sjö i Finland, Kajanaland, lat 64,67, long 28,57)
Salmijärvi är en sjö i Finland. Den ligger i kommunen Hyrynsalmi i landskapet Kajanaland, i den centrala delen av landet, 500 km norr om huvudstaden Helsingfors. Salmijärvi ligger 156,4 meter över havet. Den är 17,5 meter djup. Arean är 3,48 kvadratkilometer och strandlinjen är 17,87 kilometer lång. Sjön  ingår i Uleälvens huvudavrinningsområde. 